# Jorge Francisco Sotomayor Chávez
Jorge Francisco Sotomayor Chávez es licenciado en Derecho, desde el 1 de septiembre de 2012, y diputado federal en la LXII legislatura de la Cámara de Diputados de México.
Concluyó la Maestría en Derecho Administrativo en la Universidad Panamericana en donde también realizó sus estudios de abogado.
Cuenta con varios cursos de actualización en diversos temas jurídicos entre los que destacan el corporativo, constitucional y derecho electoral. Así como un diplomado en “Temas selectos de Derecho Parlamentario”, impartido por la Universidad Iberoamericana.
Actualmente es secretario de la Comisión del Distrito Federal e integrante de las comisiones de Puntos Constitucionales, Justicia y Juventud.

## Historia
Jorge Francisco Sotomayor Chávez presentó su programa electoral a los residentes en el distrito 15 federal con cabecera en la delegación Benito Juárez del Distrito Federal; único distrito ganado por un candidato a diputado federal de oposición de un total de 27 disputados en la capital del país, por el principio de Mayoría Relativa, en todo el Distrito Federal durante el desarrollo de la elección federal mexicana realizada en julio del año 2012.
Ha formulado propuestas legislativas precisas, la más importante es la de otorgarle mayores facultades a las delegaciones y mantener contacto permanente con la ciudadanía, trabajando de la mano con los vecinos.